# Edgar Pérez Greco
Edgar Fernando Pérez Greco (San Cristóbal, 16 febbraio 1982) è un allenatore di calcio ed ex calciatore venezuelano, di ruolo attaccante.

## Palmarès

### Giocatore

#### Competizioni nazionali
- Campionato venezuelano: 4

Deportivo Tachira: 2007-2008, 2010-2011, 2021
Deportivo Lara: 2011-2012

### Allenatore

#### Competizioni nazionali
- Campionato venezuelano: 1

Deportivo Tachira: 2024